# Max von Prittwitz
Maximilian von Prittwitz und Gaffron (født 27. november 1848, død 29. marts 1917) var en tysk generaloberst. Slægten von Prittwitz und Gaffron er en gammel tysk adelsslægt, der oprindeligt stammer fra Schlesien. Tilhørsforholdet til denne slægt var nok hovedårsagen til, at Max von Prittwitz blev udnævnt til general. Han havde ikke gjort sig videre bemærket i sin karriere, men havde fået øgenavnet Den tykke soldat.
Ved 1. verdenskrigs udbrud fik han kommandoen over 8. arme i Østpreussen. Her stod han overfor den russiske 1. armé, der angreb fra øst under Paul von Rennenkampf og 2. armé under Alexander Samsonow, der angreb fra syd. Den tyske plan gik ud på at sinke Samsonows fremrykning med XX armékorps, mens resten af 8. armé skulle angribe og om muligt nedkæmpe Rennenkampfs 1. armé ved Gumbinnen. Derefter skulle hele arméen vende sig mod Samsonow.
Før der kunne opnås en afgørelse mod Paul von Rennenkampf blev von Prittwitz imidlertid nervøs over truslen fra Alexander Samsonow. Den 20. august om aftenen befalede han tilbagetrækning fra Gumbinnen. Over for overkommandoen i Koblenz anbefalede han samtidig tilbagetrækning af alle tropper øst for floden Weichsel. Som svar herpå blev han fyret og erstattet af Paul von Hindenburg.